# Cuenca de Nemegt

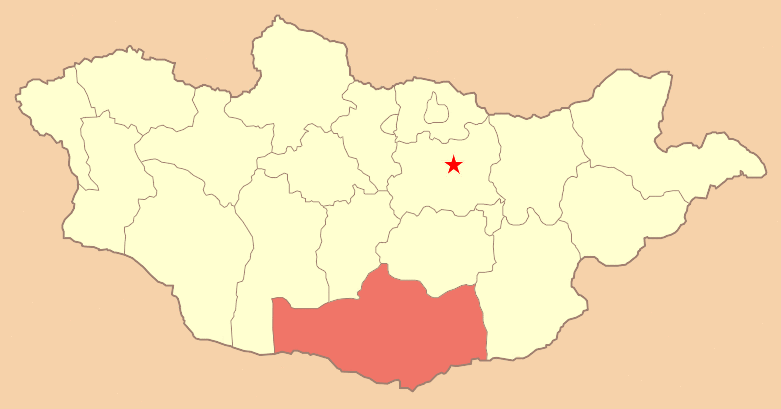
Mapa de Mongolia, mostrando la aymag de Ömnögovi.

La cuenca de Nemegt se encuentra en la parte noroeste del desierto de Gobi, en la aymag de Ömnögovi, en la parte sur de Mongolia. Es conocida localmente como el «valle de los Dragones», porque es una fuente de muchas especies de fósiles, entre ellos, dinosaurios, huevos de dinosaurios y fósiles de huellas.
Las principales formaciones geológicas de la región son la formación de Nemegt, la formación de Barun Goyot y la formación de Djadokhta, por orden de edad, desde las más jóvenes (las más superficiales) hasta las más antiguas (las más profundas).
- Datos: Q626720